# Monte Washington
Il monte Washington è una montagna degli Stati Uniti d'America, sita nel New Hampshire, nella parte più settentrionale degli Appalachi, nonché il più alto degli Stati Uniti d'America nord-orientali pur essendo elevato soltanto 1.917 m s.l.m.. È famoso per le condizioni del tempo, molto variabili ed avverse; dal 1932 è sede di un osservatorio permanente che studia i fenomeni meteo.